# Joseph Hagerty
Joseph Hagerty född den 19 april 1982 i Albuquerque, New Mexico, är en amerikansk gymnast.
Han tog OS-brons i lagmångkampen i samband med de olympiska gymnastiktävlingarna 2008 i Peking.